# Paralutra
Paralutra — вимерлий рід хижих, що знайдений у таких країнах: Франція, Угорщина, Італія, Іспанія (6 колекцій). Рід містить такі види: Paralutra garganensis, Paralutra jaegeri, Paralutra lorteti, Paralutra transdanubica.